# Сардинцы
Сарди́нцы (также сарды; итал. sardi, самоназвание — сардос (сард. sardos)) — коренное население Сардинии, одного из крупнейших островов Средиземноморья. Общая численность — 2,5 млн чел. Говорят на сардинском языке. По вероисповеданию — католики. 

## Этногенез и история
До наших дней на Сардинии сохранились несколько тысяч нурагов — мегалитических башен в виде усечённых конусов эпохи бронзы. Предки сардов — народ шардана, известный по древнеегипетским источникам как один из «народов моря», — поселился здесь, видимо, ок. 3 тыс. лет назад.
Поочередно Сардинию колонизовали финикийцы, римляне (неудачно), в средневековье завоевывали вандалы (Гензерих), византийцы, греки. Романизация сардов произошла довольно поздно. Древнейшие памятники их языка — «кондаги», хранящиеся в монастырях, или судебные документы, сильно латинизированы. На помощь сардам в борьбе против арабов пришли в XI веке генуэзцы и пизанцы, и они принесли на остров свои диалекты, более всего повлиял на развитие местного языка тосканский диалект выходцев из Пизы. Долгое время страной управляли выборные судьи, но в 1297 году папа Бонифаций присвоил титул короля Сардинии арагонскому королю Хайме II, в XIV веке государственным языком становится каталанский, позже — испанский (после объединения Арагона с Кастилией). В середине XV века королевство делится на 2 части, арагонцы захватывают Неаполь. Между двумя династиями начинается спор. В 1442 году королевство соединяется под властью Испании до 1720 года. Затем остров перешёл к Савойской династии (Сардинское королевство), куда входят ещё Пьемонт, Лигурия, Савойя. В 1861 году Сардиния вошла в состав Итальянского королевства, позднее — республики, и государственным языком стал итальянский.

## Язык

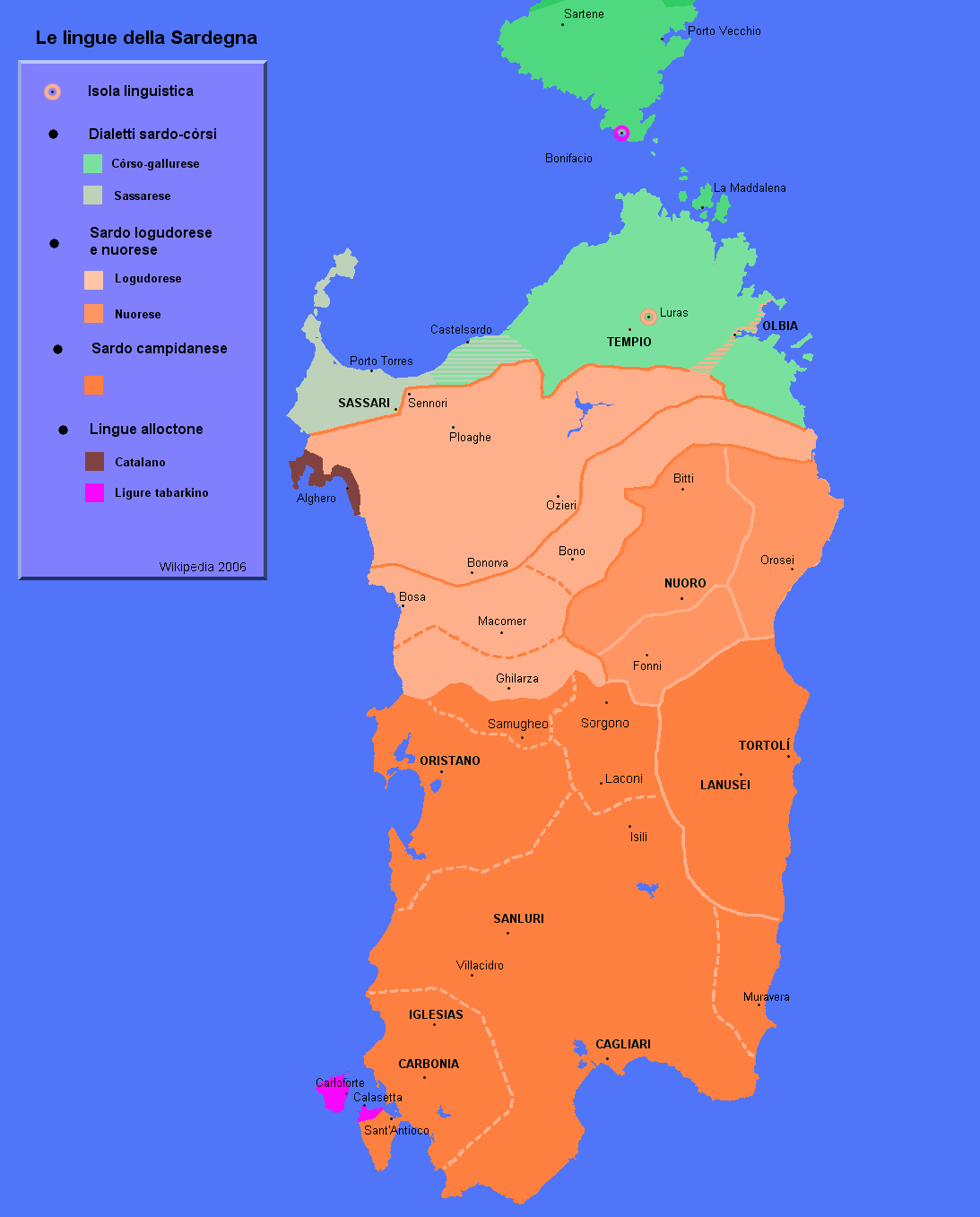
Языки и диалекты Сардинии

Язык сардов — сардинский, романской группы индоевропейских языков. Считается отдельным языком, а не диалектом итальянского, и имеет собственные диалекты: нуорский, логудорский, кампиданский, сассарийский, галлурский.

## Быт
Основные занятия сардинцев: занятость в сфере услуг, туризма и финансов, работа на фермах, владение ранчо. На юге крестьяне живут в больших деревнях (чентри), на севере преобладают хутора (стацци). Жилище на равнинах — небольшой прямоугольный дом, однокомнатный, с пристройками, в горах — двухэтажный каменный дом с деревянными балконами. Встречаются круглые пастушеские хижины (пинетты).
Одежда сардинцев сохраняет древние национальные особенности — меховая куртка, короткие суконные штаны-юбка (рагас), белые полотняные штаны, мешкообразный головной убор (берита). Женское одеяние близко итальянскому или арумынскому и имеет множество разновидностей. Сохраняются древние обычаи, семейные и календарные: побратимство, искусственное родство, кровная месть. 